# Lathyrus paraguariensis
Lathyrus paraguariensis är en ärtväxtart som beskrevs av Emil Hassler. Lathyrus paraguariensis ingår i släktet vialer, och familjen ärtväxter. Inga underarter finns listade i Catalogue of Life.